# Micromonodes endotherma
Micromonodes endotherma är en fjärilsart som beskrevs av Dyar 1918. Micromonodes endotherma ingår i släktet Micromonodes och familjen nattflyn. Inga underarter finns listade i Catalogue of Life.